# Otto Sverdrup
Otto Neumann Knoph Sverdrup (Bindal, 31 de outubro de 1854 - 26 de novembro de 1930) foi um marinheiro e explorador ártico norueguês.
Nasceu em Bindal, filho do agricultor Ulrik Frederik Suhm Sverdrup (1833-1914) e sua esposa Petra Neumann Knoph (1831-1885).
Sverdrup juntou-se à expedição de Fridtjof Nansen de 1888, que visava atravessar a Gronelândia. Em 1892, foi assessor de Fridtjof Nansen, quando o navio Fram foi construído. Em 1893 recebeu o comando do navio, e dois anos mais tarde foi deixado no comando de tudo, enquanto Nansen tentou atingir o Polo Norte. Sverdrup conseguiu libertar o navio do gelo perto de Svalbard, em agosto de 1896, e partiu para a Skjervøy, chegando apenas quatro dias após Nansen ter chegado à Noruega.